# Hyperfeinstruktur

Hyperfeinstruktur-Aufspaltung der Energieniveaus am Beispiel des Wasserstoffatoms (nicht maßstäblich);
Bezeichnung der Feinstruktur-Niveaus s. Termsymbol, Erläuterung der restlichen Formelzeichen im Text

Die Hyperfeinstruktur ist eine Energieaufspaltung in den Spektrallinien der Atomspektren. Sie ist etwa 2000-fach kleiner als die der Feinstruktur-Aufspaltung. Die Hyperfeinstruktur beruht auf der Wechselwirkung der Elektronen mit magnetischen (Dipol-) und elektrischen (Quadrupol-) Momenten des Kerns.

## Kernspin-Effekt
Im engeren Sinne versteht man unter Hyperfeinstruktur die Aufspaltung der Energieniveaus {\displaystyle V_{\mathrm {HFS} }} eines Atomes – gegenüber den Niveaus der Feinstruktur – aufgrund der Kopplung des magnetischen Moments {\displaystyle {\vec {\mu }}_{I}} des Kerns mit dem Magnetfeld {\displaystyle {\vec {B}}_{J}}, das die Elektronen an seinem Ort erzeugen:
{\displaystyle \Delta V_{\mathrm {HFS} }=-{\vec {\mu }}_{I}\cdot {\vec {B}}_{J}}
Dabei bedeuten die Indizes:
- {\displaystyle I}: Kernspin
- {\displaystyle J}: Hüllendrehimpuls.

Die größte Hyperfeinstruktur-Aufspaltung zeigen s-Elektronen, weil nur sie eine größere Aufenthaltswahrscheinlichkeit am Ort des Kerns besitzen.
In einem schwachen äußeren Magnetfeld spalten sich die Energieniveaus gemäß einer sehr ähnlichen Formel weiter auf nach der magnetischen Quantenzahl {\displaystyle m_{F}} der Hyperfeinstruktur (Zeeman-Effekt). In einem starken äußeren Magnetfeld entkoppeln der Kern- und der Hüllendrehimpuls, so dass man eine Aufspaltung nach der magnetischen Quantenzahl {\displaystyle m_{I}} des Kerns beobachtet (Paschen-Back-Effekt). Für beliebige Feldstärken kann man (im Fall verschwindenden Bahndrehimpulses) die Breit-Rabi-Formel heranziehen.

### Mathematische Formulierung
Die Kopplung bewirkt, dass der Gesamtdrehimpuls {\displaystyle {\vec {F}}} des Atoms, der die Summe des Hüllendrehimpulses {\displaystyle {\vec {J}}} und des Kernspins {\displaystyle {\vec {I}}} darstellt, gequantelt ist:
{\displaystyle |{\vec {F}}|=\hbar {\sqrt {F(F+1)}}=|{\vec {J}}+{\vec {I}}|.}
Die Quantenzahl {\displaystyle F} ist halb- oder ganzzahlig und kann die Werte {\displaystyle \{|J-I|,\dots ,J+I\}} im Abstand von 1 annehmen.
Die Wechselwirkungsenergie beträgt
{\displaystyle {\begin{aligned}\Delta V_{\mathrm {HFS} }&=-{\vec {\mu }}_{I}\cdot {\vec {B}}_{J}\\&=g_{I}\cdot \mu _{\mathrm {N} }\cdot B_{J}\,{\frac {F(F+1)-[J(J+1)+I(I+1)]}{2{\sqrt {J(J+1)}}}}\\&={\frac {A}{2}}\,\left(F(F+1)-[J(J+1)+I(I+1)]\right).\end{aligned}}}
Dabei ist
- {\displaystyle g_{I}} der Landé-Faktor des Kerns
- {\displaystyle \mu _{\mathrm {N} }={\frac {e\hbar }{2m_{\mathrm {p} }}}} das Kernmagneton
  - {\displaystyle e} die elektrische Elementarladung
  - {\displaystyle \hbar } die reduzierte Planck-Konstante
  - {\displaystyle m_{\mathrm {p} }} die Protonenmasse
- {\displaystyle A={\frac {g_{I}\mu _{\mathrm {N} }B_{J}}{\sqrt {J(J+1)}}}} die Hyperfeinstruktur-Konstante.

Das magnetische Moment und der Drehimpuls des Kerns stehen in folgender Beziehung:
{\displaystyle {\vec {\mu }}_{I}={\frac {g_{I}\mu _{\mathrm {N} }}{\hbar }}{\vec {I}}.}
Zur Bestimmung von {\displaystyle V_{\mathrm {HFS} }} benötigt man die Größen {\displaystyle g_{I}} und {\displaystyle B_{J}}. Der Wert von {\displaystyle g_{I}} kann durch Kernspinresonanz-Messungen bestimmt werden, der von {\displaystyle B_{J}} aus der Wellenfunktion der Elektronen, die allerdings für Atome mit einer Ordnungszahl größer 1 nur numerisch zu berechnen ist.

### Anwendungen
Übergänge zwischen Hyperfeinstrukturzuständen werden in Atomuhren verwendet, weil ihre Frequenz (wie die aller atomaren Übergänge) in Abwesenheit äußerer Einflüsse konstant ist. Außerdem sind sie sehr genau mit relativ einfachen Mitteln zu erzeugen und zu messen, da sie im Radiofrequenz- oder Mikrowellenbereich liegen. Seit 1967 wird die SI-Einheit Sekunde mittels Übergängen zwischen den beiden Hyperfeinstrukturniveaus des Grundzustandes des Caesium-Isotops 133Cs festgelegt.
Die Frequenz für den Übergang des Grundzustandes des Wasserstoffatoms zwischen {\displaystyle F=1} und {\displaystyle F=0} (Spin-Flip) beträgt 1,42 GHz, was einer Energiedifferenz von 5,87 μeV und einer Wellenlänge von 21 cm entspricht. Diese sog. HI-Linie (H-Eins-Linie) ist von großer Bedeutung für die Radioastronomie. Durch Messung der Dopplerverschiebung dieser Linie lässt sich die Bewegung interstellarer Gaswolken relativ zur Erde bestimmen.

## Hyperfeinwechselwirkung in Molekülen und Kristallen
Elektrische und magnetische Felder der Nachbaratome in Molekülen und Kristallen sowie die Atomhülle selbst beeinflussen die Aufspaltung der Spinzustände in die beobachtete Hyperfeinstruktur. In der Festkörperphysik und in der Festkörperchemie werden Methoden der nuklearen Festkörperphysik genutzt, um die lokale Struktur in Festkörpern (Metallen, Halbleitern, Isolatoren) zu untersuchen. Diese Methoden, wie Kernspinresonanzspektroskopie (NMR), Mößbauer-Spektroskopie und Gestörte Gamma-Gamma-Winkelkorrelation (PAC-Spektroskopie), ermöglichen mit hoher Sensitivität unter Nutzung des Atomkerns als Sonde, Strukturen auf atomar Skala zu erforschen. 
In der Chemie und Biochemie wird NMR zur strukturellen Analyse von Molekülen verwendet.